# Richard Dawes
Pour les articles homonymes, voir Dawes.
Richard Dawes (Market Bosworth, 1708-21 mars 1766) est un critique littéraire britannique.

## Biographie
Il est surtout connu pour ses Miscellanea critica (1745) qui étudient la syntaxe et la prosodie grecques.